# CFB Valcartier

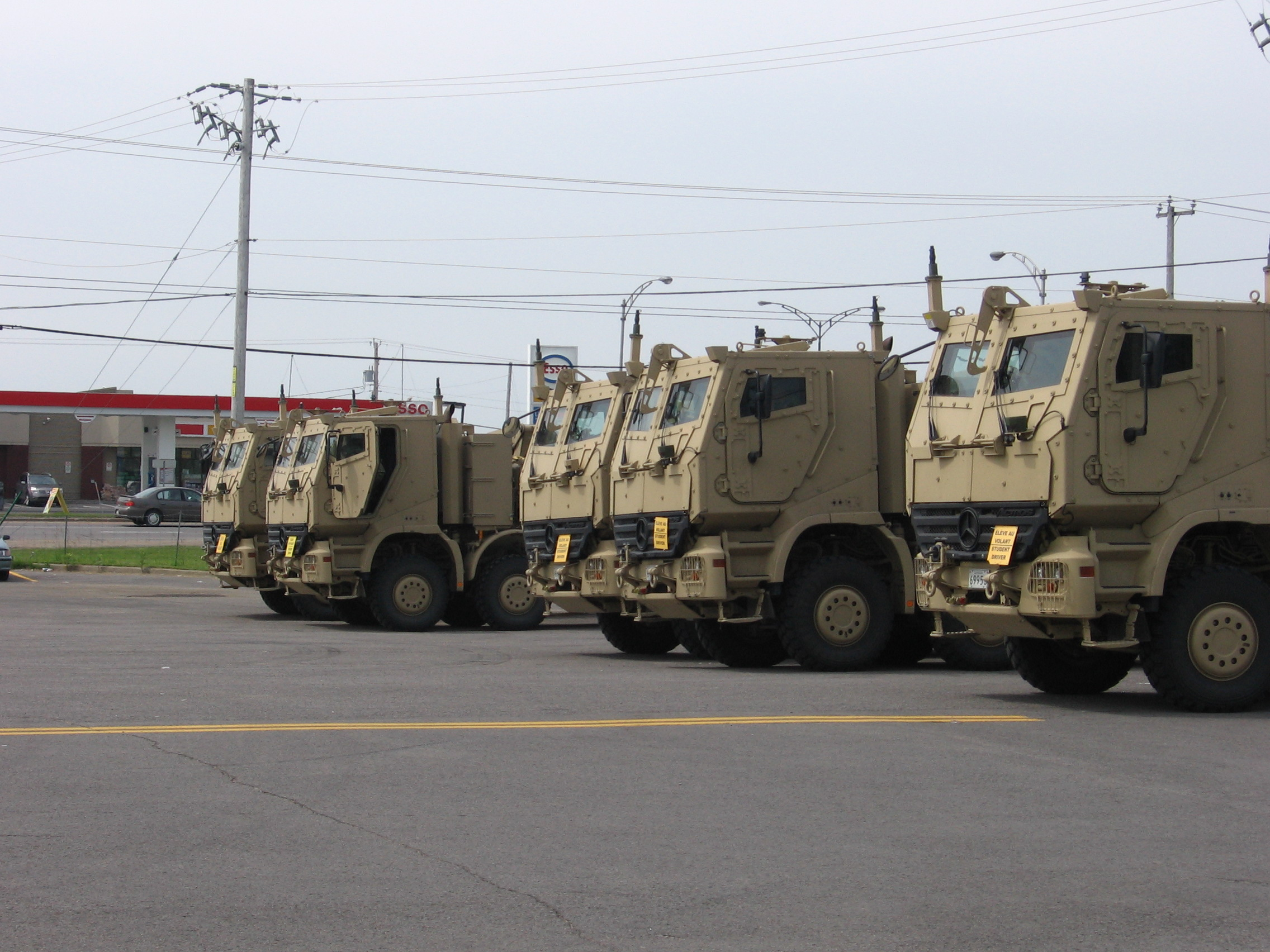
Actros Armoured Heavy Support Vehicle System Militärfahrzeuge in Valcartier

Canadian Forces Base Valcartier (frz. Base des Forces canadiennes Valcartier) ist ein Militärstützpunkt der Canadian Army in der Provinz Québec. Der Stützpunkt befindet sich ca. 25 km nördlich der Stadt Québec bei Saint-Gabriel-de-Valcartier. Auf dem Stützpunkt ist die 5th Canadian Mechanized Brigade Group stationiert.

## Geschichte
CFB Valcartier wurde ursprünglich im Jahre 1914 als Militärausbildungslager für die Canadian Expeditionary Force errichtet. Seit 1968 wurde aufgrund der Restrukturierung der Streitkräfte Valcartier der Hauptsitz der 5th Canadian Mechanized Brigade Group.

## Einheiten
Insgesamt umfasst das Personal rund 3000 Soldaten und einen Fuhrpark von 700 Fahrzeugen, die zum einen Teil auf dem Stützpunkt, zum anderen Teil in umliegenden kleineren Standorten stationiert sind. Die folgenden Einheiten/Einrichtungen sind in Valcartier stationiert:
- Headquarters and Signals Squadron (Quartier général et escadron de transmissions)
- 5e Régiment d’artillerie légère du Canada
- 12e Régiment blindé du Canada (12 RBC)
- 5 Combat Engineer Regiment (5e Régiment du génie de combat)
- 1st Battalion, Royal 22e Régiment
- 2nd Battalion, Royal 22e Régiment
- 3rd Battalion, Royal 22e Régiment
- 5 Military Police Platoon (5e Peloton de police militaire)
- 5 Field Ambulance (5e Ambulance de campagne)

Der Stützpunkt beherbergt auch das 430 Tactical Helicopter Squadron, 5 Service Battalion (für ASU Saint-Jean und CFB Montreal),
CI SQFT (Land Force Quebec Area Training Centre) als Trainingseinrichtungen für die meisten in Quebec stationierten Reservisten, sowie das Myriam Bédard Biathlon Training Centre, eines der beiden nationalen Biathlon-Trainingszentren Kanadas.
Auf dem Stützpunkt befindet sich ein Forschungszentrum des Defence Research and Development Canada (DRDC) für Informationstechnik und Waffensysteme.